# Apaté
Apaté (/ˈæpətiː/; ógörögül: Ἀπάτη Apátē) a csalás és megtévesztés istennője volt a görög mitológiában. Anyja Nüx, az éjszaka istennője. A római mitológiában megfelelője Fraus (Csalás), férfi párja Dolosz (Megtévesztés), míg ellentéte Alétheia, az igazság istennője.

## Mitológia
Apaté egyetlen fennmaradt története Zeusz, az istenek királya, és Szemelé, egy thébai hercegnő szerelmi viszonyához kötődik, aki Dionüszoszt, a bor istenét szülte neki. Miután Héra megtudta férje hűtlenségét, Apaté segítségét kérte, hogy megbüntesse Zeusz halandó szeretőjét. Apaté önként átadott egy mágikus övet Hérának, aki azt használta fel arra, hogy rávegye Szemelét, kérje Zeuszt, hogy mutatkozzon meg valódi formájában. Ez Szemelé halálához vezetett, mivel egyetlen halandó sem képes túlélni egy isten valódi alakját

A történet Nonnosz Dionüszia című művében található meg:
[Héra megtudja, hogy Szemelé Zeusz gyermekét hordozza]: Zeusz felesége, Héra nem csillapította súlyos haragját. Csillagokkal ékesített égbolton száguldott, számtalan várost bejárva, hogy megtalálja Apátét (Csalás), a ravasz istent. Végül Amniszosz szomszédságában találta meg, ahol Apáté gyakran időzött, mivel kedvelte a krétaiakat, akikről azt mondták, mindig hazudnak. Az istennő csípőjén egy kydóniai öv lógott, amely az emberi ravaszság minden formáját magába foglalta: megtévesztést, csábítást, álnokságot és hamis esküt.
Héra hízelgő szavakkal próbálta rávenni Apatét, hogy segítsen neki:
"Üdvözöllek, ravasz elmék és csapdák úrnője! Még Hermész sem tudna túlszárnyalni téged furfangos szónoklatával. Add kölcsön nekem azt az övet, amelyet egykor Rheia kötött magára, hogy becsapja férjét, Kronoszt! Most nem az én férjemet akarom megtéveszteni, hanem egy halandót, aki miatt Zeusz elfordult tőlem. Ha nem segítesz nekem, elhagyom az Olümposzt, és az ősi Tethüsz otthonába vonulok. De tiszteld Zeuszt és engem, az istenek királynéját, és add nekem az öved, hogy visszacsaljam fiunkat, Árészt az égbe."
Apaté így válaszolt:
"Zeusz első királynéja, Árész anyja! Megadom neked az övet és bármi mást is, amit kérsz, mert te uralkodsz az istenek fölött. Vedd ezt a szalagot, kösd magadra, és visszahozhatod Árészt az égbe. Ha akarod, még Zeuszt is elbűvölheted vele, és minden földi szerelmétől eltérítheted. Ez az öv még Aphrodité bűbájos övét is megszégyeníti."
E szavak után Apaté elrepült a szelek szárnyán.